# 권환
권환(權煥, 1903년 1월 6일~1954년 7월 30일)은 1930년대 초 프로문학의 볼세비키화를 주도한 대표적인 카프 시인이자 비평가이다. 

## 생애
본명은 권경완(權景完)이며, 1903년 1월 6일 경남 창원군 진전면 오서리에서 태어났다. 일본 야마카다 고교를 거쳐 교토 제국대학 독문과를 졸업했다. 학부 재학시 독서회 사건으로 구금 투옥된 바 있다. 
1925년 일본 유학생잡지 『학조(學潮)』에 작품을 발표하였고, 1929년 『학조』필화사건으로 또 다시 구속되었다. 이 시기 일본 유학중인 김남천, 안막, 임화 등과 친교를 맺으며 카프동경지부인 무신자사에서 활약하는 등 진보적 지식인의 면모를 보였다. 
1930년 임화 등과 함께 귀국, 이른바 카프의 소장파로서 구카프계인 박영희, 김기진 등을 따돌리고 카프의 주도권을 장악하였고, 「가랴거든 가거라」(조선지광, 1930. 3),「머리를 땅까지 숙일 때까지」(음악과 시, 1930. 8) 등 목적일변도의 시와 「무산예술운동의 별고와 장래의 전개책」,「조선예술운동의 당면한 구체적 과정」등 강경 계급문학적 비평을 발표하여 등단하는 한편 『카프시인집』(1931)에도 참여함으로써 1930년대 볼세비키 예술운동의 주도적인 인물로 부상하였다. 
1931년 카프 1차 검거 때 피체되어 불기소처분을 받았고, 1935년 제3차 검거 때는 유죄판결을 받았으나 집행유예로 석방되었다. 이 시기 중외일보, 조선일보 등의 기자와 조선여자의 학강습소 강사, 김해농장원, 경성제대 도서관 사서 등을 전전하다가 해방직전에 첫시집 『자화상(自畫像)』(조선출판사, 1943)과 『윤리(倫理)』(성문당서점, 1944)를 발간하였다. 
해방 후에 그는 조선프롤레타리아 예술동맹 및 조선문학가동맹의 중앙집행위원을 맡는 등 프로측 문인으로 활약하면서, 시집 『동결(凍結)』(1946)을 펴냈다.
6․25직전까지 마산에서 교편을 잡았으며 프로문인들의 대거 월북에도 편승하지 못하고 있다가 1954년 7월 30일 마산 요양소에서 폐병으로 사망하였다. 
남로당계 가운데서 북쪽 문학사에서 긍정적으로 언급되는 카프출신 시인 가운데 한 사람이다.

### 주요 작품
- 이 꼴이 되다니(무산자, 1929. 5)
- 가려거든 가거라(조선지광, 1930. 3)
- 머리를 땅까지 숙일 때까지(음악과 시, 1930. 8)
- 소년공의 노래(『카프시인집』, 집단사, 1931)
- 그대(『카프시인집』, 1931),
- 자화상(시집 『자화상』, 조선출판사, 1943. 8)
- 한역(시집 『자화상』, 1943. 8)
- 윤리(시집 『윤리』, 성문당서점, 1944. 12)
- 고향(『횃불』, 우리문핛, 1946. 4)